# Aa (Estland)
Aa is een plaats in de Estlandse gemeente Lüganuse, provincie Ida-Virumaa. De plaats telt 75 inwoners (2021) en heeft de status van dorp (Estisch: küla). De plaats ligt aan de Finse Golf.
Het dorp Aa werd voor het eerst in 1241 vermeld in het Liber Census Daniae als Hazæ. Latere namen waren Hacke, Häcke, Haka, Hakala en Haakülla. 